# 夕張市
夕張市（ゆうばりし）は、北海道中部の道央地方に位置し、空知総合振興局に所属する市。
夕張メロンの産地として知られる。北海道の中央部に位置し、かつては石狩炭田の中心都市として栄えたが、1990年（平成2年）までに全ての炭鉱が閉山した。その後、ヤミ起債が発覚したことで深刻な財政難に陥り、2007年（平成19年）3月6日に財政再生団体に指定された。

## 地名の由来
アイヌ語の「ユーパロ（鉱泉の湧き出る所）」からきているとされる。
原案者は「北海道」の名付け親でもある北方探検家の松浦武四郎であり、初代開拓判官として1869年に提出した郡名建議書「郡名之儀ニ付申上候書付」には、夕張郡の由来を「イユウパロ（温泉之口）」、読みを「ユウハリ」と示されている。

## 歴史
明治初期から炭鉱の町として栄え、空知地方でも特に多くの石炭を産出した。1874年（明治7年）にお雇い外国人で北海道開拓使（当時）のベンジャミン・スミス・ライマン地質学士がこの地を踏査し、夕張川流域に石炭鉱脈の存在が考えられると発表。1888年（明治21年）に北海道庁の技師で元ライマン調査隊隊員の坂市太郎（）が再調査により大露頭（鉱脈）を発見、入植者の募集と試掘に始まり多数の炭鉱が拓かれ、国内有数の産炭地として盛況を誇った。
1960年（昭和35年）には北炭（夕張鉱業所、平和鉱業所）、三菱（大夕張鉱業所）の3大鉱業所を中心に、北炭機械工業（鉱山・産業機械製造）、北炭化成工業所（コークス・化成品製造）などの関連産業も発達し、116,908人の人口を抱える都市となった。
しかし、昭和30年代後半以降は、エネルギー革命による石油へのシフトが進行。海外炭との競争、相次ぐ事故、国の石炭政策の後退に直面。鉱業者側も手をこまねいていたわけではなく、製鉄所向けコークス用などの原料炭（高品位炭）などの価格が高い炭種の供給に活路を見出すべく、大きな期待と成算を持って、三菱南大夕張炭鉱、北炭夕張新炭鉱が開発されたが、その後の鉄鋼不況により需要は伸びず、1973年（昭和48年）に大夕張鉱業所が閉鎖された。それ以降は閉山が相次ぎ、さらに、1981年（昭和56年）には市内屈指の規模を持ち基幹事業所であった北海道炭礦汽船（北炭）夕張新鉱で北炭夕張新炭鉱ガス突出事故が発生。後に夕張新炭鉱を運営してきた北炭夕張炭鉱株式会社が倒産するなど、石炭産業の衰退に拍車がかかった。石油ショックの克服を大義名分とした官民の多岐にわたる国内資源振興策も決定打とはならず、その後の安価で良質な海外資源への雪崩現象、そして政府の合理化政策の前に各炭鉱の経営が悪化の一途を辿り、企業は国内の炭鉱から次々撤退。国内第一の規模と炭質を誇った夕張もその例外ではなかった。1990年（平成2年）に最後まで残っていた三菱石炭鉱業南大夕張炭鉱が閉山した。
夕張は元々炭鉱の開発により山あいに開かれた都市であり、平坦地が少なく大規模な農業には向かない地域であった。石炭産業以外の産業基盤が乏しかったために雇用の受け皿がなく、働き手の若者が都市へ流出し、人口が激減。街には高齢者が残る結果となり、急速に少子高齢化が進んだ。炭鉱の閉山対策、観光シフトの頓挫がもたらした問題については「財政再建問題」を参照。
最盛期からの夕張市の人口減少率は、全国の自治体でもワーストクラスである。2016年9月30日時点の住民基本台帳では、北海道歌志内市に次いで、全国で2番目に人口が少ない市である。これに加えて1991年（平成3年）からの、北海道開発局による夕張川への夕張シューパロダムの建設計画に伴い、大夕張地区の住民188戸が移転した。2006年（平成18年）よりダムは本体工事を開始し2015年（平成27年）3月に竣工した。ダム完成による莫大な固定資産税収入や水源地域対策特別措置法による周辺地域整備のための国庫補助などで、新たな観光拠点育成としての期待がある一方で、世界的に稀有な橋梁形式である三弦橋の水没や公共事業依存が懸念されている。
現在は気温の寒暖差を生かしたメロン栽培（夕張メロン）、花畑牧場の誘致、「ゆうばり国際ファンタスティック映画祭」開催などで、観光の町として地域おこしを進めているが厳しい状況にある。これに加えて、2015年からは市中心部に人口を集約して行政サービスの簡素化を図る「夕張市まちづくりマスタープラン」が進められており、人口減少社会のモデルとして注目が集まっている。

### 沿革
- 1858年（安政4年）- 松浦武四郎が夕張を調査の為、漁村カマカ（現:千歳市釜加付近）へ。著作に『夕張日誌』がある。
- 1874年（明治7年）- 北海道開拓使雇ベンジャミン・スミス・ライマン探検隊が夕張川の上流に炭層の存在を推定[1]。
- 1888年（明治21年）- 北海道庁の技師、坂市太郎がシホロカベツ（志幌加別川）川上流にて大炭層の露頭（「夕張の石炭大露頭」）を発見[1]。
- 1890年（明治23年）- 登川村を設置[1]。村界告示され、岩見沢村戸長役場の管轄となる[1]。開拓者らの入植を開始。
- 1892年（明治25年）- 夕張炭山の採炭開始[1]。北海道炭礦鉄道 追分 - 夕張間開業（現在の石勝線）[1]。
- 1893年（明治26年）- 角田村（現在の栗山町）、長沼村とともに、由仁村に併合される。
- 1897年（明治30年）- 由仁村戸長役場より分離、登川村戸長役場として独立[1]。
- 1906年（明治39年）4月1日 - 二級町村制が施行されて夕張郡登川村（のぼりかわむら）となる[1]。
- 1907年（明治40年）- 大夕張炭鉱会社が設立[1]。
- 1912年（大正元年）- 大夕張炭鉱会社を三菱合資会社が買収[1]。12月23日、登川村の夕張炭鉱で爆発。死者213名。
- 1913年（大正2年）1月13日 - 夕張炭鉱で爆発事故が起き、最終的に53人が犠牲。
- 1918年（大正7年）2月11日 - 登川村が町制施行・改称し、夕張町となる[1]。
- 1919年（大正8年）4月1日 - 一級町村制施行[1]。
- 1920年（大正9年）
  - 第1回国勢調査、夕張町人口51,064人（全国45位、北海道6位）[1]。
  - 6月14日 - 夕張炭鉱北上坑でガス爆発事故。死者209人[12]。
- 1937年（昭和12年）8月 - 現在の市章となる町章を制定する[13][1]。
- 1943年（昭和18年）4月1日 - 市制施行、夕張市となる[1]。
- 1953年（昭和28年）- 地区によって集まっていた炭鉱が、夕張川本流の流域（南部地域・鹿島地域など）が三菱系、その支流の志幌加別川流域（本庁地域・若菜地域）が北炭系にあったという事情もあって、南部・鹿島両地域（大夕張）の自治体分割案が出る。住民投票では、賛成6,448、反対1,338、白票120の賛成多数を以て市議会へ。しかし、市議会議員による投票は、賛成12、反対13、白票6と、1票差で反対多数となり分割は否決された[14]。
- 1949年（昭和24年）5月30日 - 市内で約200戸が罹災する火災が発生[15]。
- 1954年（昭和29年）8月10日 - 市内に昭和天皇、香淳皇后の行幸啓。北炭夕張鉱業所を視察後、夕張市奉迎場（北炭夕張野球場）に向かう。鹿ノ谷クラブが御泊所となった[16]。
- 1958年（昭和33年）- 三弦橋が敷設される。
- 1959年（昭和34年）- 市長に橘内末吉が就任[1]。
- 1960年（昭和35年）
  - - 第九回国勢調査にて最多人口116,908人を記録。
  - 2月1日 - 北海道炭礦汽船夕張鉱業所第2坑3区付近でガス爆発が発生。死者42人（救助隊の二次災害による死者3人を含む）、重軽傷22人[17][1]。
  - 6月 - 市内を中心にポリオが流行[17]。
- 1961年（昭和36年）- 夕張メロン誕生。
- 1962年（昭和37年）- 大夕張ダム（シューパロ湖）完成[1]。
- 1965年（昭和40年）- 北炭夕張炭鉱第一砿内にてガス爆発が発生、死者62人[1]。後日、夕張鉱業所所長らが逮捕[18]。
- 1971年（昭和46年）- 市長に吉田久が就任[1]。
- 1975年（昭和50年）- 北海道炭礦汽船夕張鉄道線廃止。
- 1978年（昭和53年）- 旧夕張本町駅（夕張市民会館）隣に現在の夕張市役所庁舎新築落成[1]。「石炭の歴史村」工事着工[1]。丁未風致公園完成[1]。
- 1979年（昭和54年）- 市長に中田鉄治が就任[1]。以降6期務める。
- 1981年（昭和56年）- 北炭夕張新炭鉱ガス突出事故発生[19][1]。最終的な犠牲者は93名[19][1]。
- 1983年（昭和58年）- 「石炭の歴史村」全村オープン[1]。
- 1985年（昭和60年）- 三菱南大夕張炭鉱ガス爆発事故（死者62名）[1]。
- 1987年（昭和62年）- 三菱石炭鉱業大夕張鉄道線廃止。
- 1988年（昭和63年）- 開基100年、市制施行45周年記念式典挙行[1]。
- 1990年（平成2年）- 三菱南大夕張炭鉱が閉山、これにより市内の全ての炭鉱が閉山[8][1]。夕張キネマ街道を開設。
- 1991年（平成3年）- 第1回ゆうばり国際ファンタスティック映画祭を開催[1]。夕張シューパロダム建設計画が発表される。
- 1994年（平成6年）- 夕張鹿鳴館を一般開放する[1]。
- 2003年（平成15年）- 市長に後藤健二が就任[1]。
- 2007年（平成19年）
  - 3月6日 - 深刻な財政難から、財政再建団体となり、事実上の財政破綻となる[5][1]。
  - 4月27日 - 市長に藤倉肇が就任[20][21][22]。
- 2009年（平成21年）4月20日 - 花畑牧場 夕張直営ショップ開業[1]。
- 2011年（平成23年）4月24日 - 市長に鈴木直道が就任[1][23][24]。
- 2012年（平成24年）7月 - 第51回日本SF大会（Varicon2012）を開催。
- 2014年（平成26年）3月 - 夕張シューパロダムの試験湛水開始。鹿島（大夕張）地区の山岳地帯を除く大部分が水没。
- 2015年（平成27年）3月 - 夕張シューパロダム竣工[25][11]。
- 2017年（平成29年）
  - 夕張高校魅力化プロジェクトを開始[26]。
  - 黄色いハンカチ想い出広場リニューアルオープン[27]。
- 2018年（平成30年）
  - 4月 - 夕張市公設塾「夕張学舎キセキノ」を開設[28]。
  - 「夕張再生の象徴」拠点複合施設建設工事開始[29]
- 2019年（平成31年）
  - 3月 ‐ 石勝線夕張支線が廃止[1]。
  - 4月 - 市長に厚谷司が就任[1]。
  - 4月18日 - 夕張石炭博物館で火災[1][30]。博物館は前年にリニューアルしたばかりの状況。
- 2020年（令和2年）3月1日 - 拠点複合施設「りすた」オープン[31]
- 2024年（令和6年）4月26日 - 夕張市が「日本サッカー協会100周年表彰（感謝表彰）」を受ける[32]

## 地理

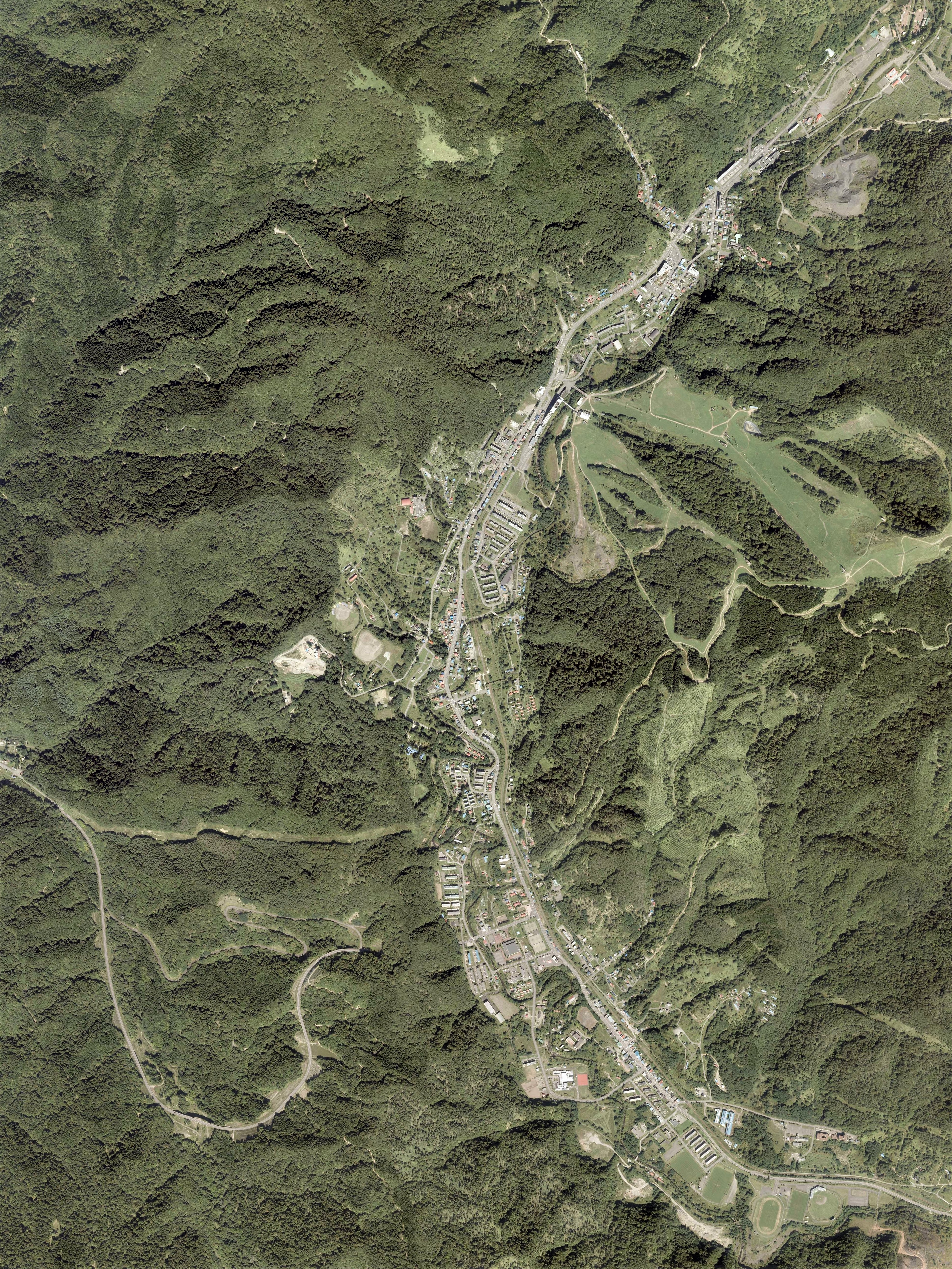
夕張市中心部周辺の空中写真。2015年9月17日撮影の6枚を合成作成。
。

空知地方南東部の山あいに位置する。夕張山地と空知山地に跨る石狩炭田の南部に位置し、かつて市域に多くの炭鉱があった。市域東側には山林が広がり、その山林や集落部から流れる川は南部で合流し、夕張川として南部を渓谷を作りながら流れている。

### 地形

#### 山地
主な山
- 夕張岳（1,668 m）
- ニレシ岳（1,415 m）
- 幾春別岳（1,063m）
- 冷水山（702 m）

#### 河川
主な川
- 夕張川

#### 湖沼
主な湖
- シューパロ湖（夕張シューパロダムによる人造湖）

### 気候
| 夕張（1991年 - 2020年）の気候      | 夕張（1991年 - 2020年）の気候 | 夕張（1991年 - 2020年）の気候 | 夕張（1991年 - 2020年）の気候 | 夕張（1991年 - 2020年）の気候 | 夕張（1991年 - 2020年）の気候 | 夕張（1991年 - 2020年）の気候 | 夕張（1991年 - 2020年）の気候 | 夕張（1991年 - 2020年）の気候 | 夕張（1991年 - 2020年）の気候 | 夕張（1991年 - 2020年）の気候 | 夕張（1991年 - 2020年）の気候 | 夕張（1991年 - 2020年）の気候 | 夕張（1991年 - 2020年）の気候 |
| 月                                 | 1月                           | 2月                           | 3月                           | 4月                           | 5月                           | 6月                           | 7月                           | 8月                           | 9月                           | 10月                          | 11月                          | 12月                          | 年                            |
| ---------------------------------- | ----------------------------- | ----------------------------- | ----------------------------- | ----------------------------- | ----------------------------- | ----------------------------- | ----------------------------- | ----------------------------- | ----------------------------- | ----------------------------- | ----------------------------- | ----------------------------- | ----------------------------- |
| 最高気温記録 °C （°F）             | 6.6 (43.9)                    | 12.2 (54)                     | 15.5 (59.9)                   | 26.2 (79.2)                   | 31.3 (88.3)                   | 31.6 (88.9)                   | 35.0 (95)                     | 34.9 (94.8)                   | 31.5 (88.7)                   | 24.7 (76.5)                   | 19.0 (66.2)                   | 12.6 (54.7)                   | 35.0 (95)                     |
| 平均最高気温 °C （°F）             | −2.7 (27.1)                   | −1.7 (28.9)                   | 2.4 (36.3)                    | 9.9 (49.8)                    | 17.0 (62.6)                   | 20.6 (69.1)                   | 23.7 (74.7)                   | 24.4 (75.9)                   | 20.7 (69.3)                   | 14.1 (57.4)                   | 6.3 (43.3)                    | −0.6 (30.9)                   | 11.1 (52)                     |
| 日平均気温 °C （°F）               | −6.6 (20.1)                   | −6.0 (21.2)                   | −1.8 (28.8)                   | 4.5 (40.1)                    | 10.9 (51.6)                   | 15.0 (59)                     | 18.8 (65.8)                   | 19.6 (67.3)                   | 15.6 (60.1)                   | 8.9 (48)                      | 2.1 (35.8)                    | −4.2 (24.4)                   | 6.4 (43.5)                    |
| 平均最低気温 °C （°F）             | −11.1 (12)                    | −10.8 (12.6)                  | −6.4 (20.5)                   | −0.3 (31.5)                   | 5.5 (41.9)                    | 10.5 (50.9)                   | 15.2 (59.4)                   | 16.0 (60.8)                   | 11.3 (52.3)                   | 4.2 (39.6)                    | −1.8 (28.8)                   | −8.1 (17.4)                   | 2.0 (35.6)                    |
| 最低気温記録 °C （°F）             | −22.7 (−8.9)                  | −23.6 (−10.5)                 | −19.5 (−3.1)                  | −13.8 (7.2)                   | −2.8 (27)                     | 1.2 (34.2)                    | 5.1 (41.2)                    | 7.1 (44.8)                    | 0.2 (32.4)                    | −3.8 (25.2)                   | −13.3 (8.1)                   | −19.0 (−2.2)                  | −23.6 (−10.5)                 |
| 降水量 mm （inch）                 | 115.3 (4.539)                 | 82.0 (3.228)                  | 78.5 (3.091)                  | 78.4 (3.087)                  | 107.1 (4.217)                 | 86.4 (3.402)                  | 129.8 (5.11)                  | 185.6 (7.307)                 | 156.0 (6.142)                 | 119.7 (4.713)                 | 129.5 (5.098)                 | 131.5 (5.177)                 | 1,400.1 (55.122)              |
| 降雪量 cm （inch）                 | 225 (88.6)                    | 172 (67.7)                    | 132 (52)                      | 34 (13.4)                     | 0 (0)                         | 0 (0)                         | 0 (0)                         | 0 (0)                         | 0 (0)                         | 3 (1.2)                       | 84 (33.1)                     | 230 (90.6)                    | 872 (343.3)                   |
| 平均降水日数 （≥1.0 mm）           | 19.0                          | 16.3                          | 14.9                          | 12.5                          | 12.0                          | 10.1                          | 10.8                          | 12.3                          | 12.2                          | 14.5                          | 17.0                          | 20.2                          | 171.5                         |
| 平均月間日照時間                   | 94.7                          | 103.7                         | 142.5                         | 160.4                         | 186.1                         | 160.8                         | 132.8                         | 142.0                         | 153.7                         | 134.9                         | 90.9                          | 80.1                          | 1,582.6                       |
| 出典1：Japan Meteorological Agency |                               |                               |                               |                               |                               |                               |                               |                               |                               |                               |                               |                               |                               |
| 出典2：気象庁                      |                               |                               |                               |                               |                               |                               |                               |                               |                               |                               |                               |                               |                               |

### 隣接する自治体
空知総合振興局
- 芦別市
- 三笠市
- 岩見沢市
- 夕張郡栗山町
- 夕張郡由仁町

胆振総合振興局
- 勇払郡厚真町
- 勇払郡むかわ町

上川総合振興局
- 勇払郡占冠村
- 空知郡南富良野町

## 政治

### 行政

#### 市長
- 厚谷司（2019年4月21日選出、2019年4月22日就任、現在2期目）

#### ふるさと納税制度
ふるさと納税制度を採用しており、使途を指定する寄付と使途を限定しない寄付の方法がある。

### 市議会
定数：8名：2019年4月実施の市議選より定数8に削減され、市議会としては歌志内市と並び全国最小定数になった。
任期：2019年5月1日 - 2023年4月30日
- 議長：大山修二（おおやま しゅうじ）
- 副議長：高間澄子（たかま すみこ）

### 財政

#### 健全化判断比率・資金不足比率
令和5年度決算〜確報値
健全化判断比率
- 実質赤字比率 －% （黒字のため比率が算定されず）
- 連結実質赤字比率 －% （黒字のため比率が算定されず）
- 実質公債費比率 67.2% 〜 財政再生団体となる
- 将来負担比率 171.7%
- 資金不足比率（全公営企業会計で資金不足額がなく、比率が算定されず）
  - ※ 平成20年度（1年間）、実質赤字比率（ピーク時703.60%）で財政再生団体となった。
  - ※ 平成20年度（1年間）、連結実質赤字比率（ピーク時705.67%）で財政再生団体となった。
  - ※ 平成20年度（1年間）、将来負担比率（ピーク時1,164.0%）で財政健全化団体となった。
  - ※ 平成20年度（1年間）、公共下水道事業会計の 資金不足比率（ピーク時156.5%）で経営健全化団体となった。

#### 財政再建問題

##### 財政難に陥った経緯
前述のように、かつて夕張は炭鉱の街として栄えたが、「石炭から石油へ」のエネルギー政策転換により、次々と炭鉱が閉山されていった歴史を持つ。1990年（平成2年）には最後の三菱南大夕張炭鉱が閉山し、夕張から炭鉱がなくなった。これにより炭鉱会社が鉱員向けに設置したインフラストラクチャーを市が買収することになった。1982年（昭和57年）、北炭が所有していた夕張炭鉱病院を市立病院に移管。その際、市は40億円を負担している。さらに北炭は、夕張新炭鉱での事故を理由に、鉱産税61億円を未払いのまま撤退（倒産で払えなくなったとも）。また、北炭・三菱は炭鉱住宅5,000戸（市営住宅に転換・改良住宅に建て替え）や上下水道設備などを夕張市に買収してもらい、その額は151億円に達した。結果「炭鉱閉山処理対策費」は総額583億円に達した。
1982年12月20日の『北海道新聞』では「（市は）財政再建団体への転落必至」と報じられ、自治省は財政緊縮を強く指導したが、市は従わず前年度比17%増の積極予算を組んだ。

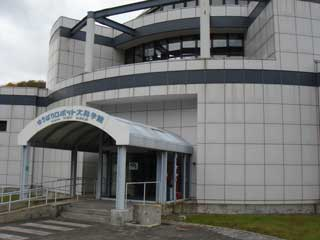
旧夕張ロボット大科学館：1988年に開館。観光開発に一貫性がなかったこともあり、すぐに陳腐化、閉館に追いやられた。2006年の閉館後、転用先が無かったロボット大科学館は2008年に取り壊された。

市は、中田鉄治元市長時代に石炭産業の撤退と市勢の悪化に対し、「炭鉱から観光へ」とテーマパーク、スキー場の開設、映画祭などのイベントの開催、企業誘致により地域経済の再生、若年層を中心とする人口流出の抑止、雇用創生などを図ったものの、その後のバブル崩壊による景気低迷や、それに伴う観光客・スキー客の減少もあり、ことごとく振るわなかった。観光・レクリエーション投資における放漫経営が累積赤字として重くのしかかった結果、市の財政を圧迫していった。
また、こうした施設の建設に際して地元業者優先の随意契約が多く行われ、建設費も適正な価格に比べて相当高くついたケースも見られた。このほか、事業が観光客誘致よりも雇用確保に傾いたため、各施設が余剰人員を多く抱えていたことも観光関連施設の収支を悪化させる要因となった。
産炭地域振興臨時措置法が2001年（平成13年）に失効したことなどで、財政状況はさらに悪化した。
2002年3月、市はマウントレースイスキー場を26億円で買収することを決め、市債を発行し資金調達しようとしたものの、北海道庁は負担が重すぎるとして許可しなかった。そこで市は土地開発公社に買収させ、市が肩代わり返済する「ヤミ起債的行為」に手を染めた。
一時借入金などの活用により表面上は財政黒字となる手法をとったため、負債が膨れ上がっていった。一時借入金残高は12金融機関から292億円、企業会計を含む地方債残高が187億円、公営企業と第三セクターへの債務・損失補償が120億円とされ、夕張市の標準財政規模（44億円）を大きく上回っており、一般的に10年とされる再建期間での再建はほぼ不可能な状態であった。
2006年（平成18年）6月20日に後藤健二市長（当時）が定例市議会の冒頭で、総務省に対して財政再建団体の申請を行う考えを表明した。
2006年（平成18年）8月1日に夕張市の財政状況の調査に関する「経過報告」を北海道が公表した。
道は、再建期間短縮等の観点から、赤字額の360億円を年0.5%の低利で融資（市場金利との差額は道が負担）、国も地方交付税交付金などによる支援を打ち出した。これらの動きにより、再建期間は18年間の見込みとなった。財政再建団体指定は、1992年（平成4年）の福岡県赤池町（現・福智町）以来、北海道では1972年（昭和47年）の福島町以来、市では1977年（昭和52年）の三重県上野市（現・伊賀市）以来となる。
なお、当時の後藤市長は、『北海道新聞』（2007年（平成19年）4月17日）の取材に対して、2006年（平成18年）6月10日に同紙に巨額負債を報じられる以前の2月、総務省に特別交付税の陳情に行った際に財政再建団体指定を覚悟したと語っている。
2006年度決算における実質公債費比率は38.1%だった。これは全国でも長野県王滝村の42.2%に次ぐ数字であり、財政再建団体を適用しなかったとしても、2008年度決算から適用される地方自治体財政健全化法の財政再生団体に該当することになっていたと想定される。

##### 「ヤミ起債」問題について
産炭地域振興臨時措置法の失効により、同法に沿って行われていた地方交付税交付金の手厚い分配がなくなり、地方債への依存度が高まった。そもそも地方債発行には都道府県知事の許可が必要で、2006年（平成18年）4月からは、財政難の自治体を除き、国と地方自治体が事前協議したうえ、地方自治体の判断により発行する制度に移行、夕張市など6市町（他に歌志内市、赤平市、三笠市、上砂川町、芦別市）は限度額に近い金額を起債して極端な財政危機に陥った。そこで、「空知産炭地域総合発展基金」など各種基金や、銀行・信用金庫など金融機関からの借り入れという形をとって急場をしのいだと言われている。こうした流れは本来、一時的に税収が不足した時や、会計制度上財政が逼迫しやすい会計年度末に少額・短期間採られることが多い常套的手段ではあるが、6市町は税収不足の補填や融資自体の返済のために借り換えに借り換えを重ね、債務は累積し、いわゆる自転車操業状態に陥った。4月1日から5月31日は決算の出納整理期間だが、その期間を悪用して旧年度の会計に新年度の会計から貸して見かけ上黒字に見せかけるなどの違法な決算操作が行われていた。

#### 財政再建計画
市の第三セクターである株式会社石炭の歴史村観光（負債額74億8800万円）、夕張観光開発株式会社（負債額54億6000万円）、夕張木炭製造株式会社（負債額16億円）の3社は破産処理された。
2006年（平成18年）9月から市職員の給与を削減することとなり、市長は50%（月収862,000円→431,000円）、助役は40%、教育長は25%、一般職員も15%カットとなり、4億200万円の削減となる。2007年（平成19年）4月からは、さらに削減し、市長75%（月収259,000円、年収374万円）、助役70%（月収249,000円）、教育長66%（月収239,000円）、常勤監査委員も229,000円など、徹底した削減がなされ、市長の給与は全国最低となる。市議会議員の人数も18人から9人に半減、議員報酬も311,000円から180,000円に削減される。2007年の「映画祭」は中止された。
さらには新規職員の採用凍結や早期退職勧告により職員数も削減している。早期退職希望者が130人を超え、定年と自己都合を合わせ、全職員の約半数の152人が2006年度末で退職した。これは当初の削減計画の人数にほぼ合致している一方、急な退職で市政の滞り等が心配された。市は、この早期退職により、人員削減計画の前倒しとするとした。早期退職者は、役職者が約7割を占め、部長・次長職は全員退職。2007年度末の退職者の内訳は部長職12人全員、次長職11人全員、課長職は32人中29人、主幹職は12人中9人、係長・主査職は76人中45人、一般職が166人中46人となっている。
また、市が保有する観光施設31施設の内29施設を運営委託、売却、廃止する方針も明らかになったが、道内観光大手の加森観光を中心に委託・売却先がほぼ決定した。
市民負担も大きくなり、市民税が個人均等割3,000円から3,500円に、固定資産税が1.4%から1.45%に、軽自動車税が現行税率の1.5倍に増額、入湯税150円も新設される。また、ごみ処理は一律有料化、施設使用料も5割増、下水道使用料が10m3あたり1,470円から2,440円に値上げ、保育料は3年間据え置くが、その後7年間で段階的に国の基準にまで引き上げる。敬老パスは廃止予定だったが、個人負担額を200円から300円に引き上げて存続されることとなった。この影響もあって転出者が相次ぎ、2006年・2007年の2年間で人口が1割近く減少した。
公共施設に関しては、多くの施設が廃止されることになっていたが、世論の反発などもあり、見直された。全廃予定だった7か所の公衆トイレのうち清水沢と沼ノ沢を存続。南部コミュニティセンターは、使用料引き上げ、町内会などによる管理運営を条件に存続。スイミングセンターは夏季限定で営業する予定であったが、2008年（平成20年）3月に雪の重みにより屋根の一部が崩落し使用不能となり、修復も検討されたが取り壊された。市立図書館は、6万冊あった蔵書のうち2万冊を保健福祉センターに移設し（「図書コーナー」として貸し出しは継続）いったん廃止されたが、2020年に拠点複合施設「りすた」内の「りすた図書館」として復活した。蔵書数は保健福祉センター図書コーナー時代の2万冊を維持している。
財政再建計画はその時の状況に合わせて改定されているが、現在再生振替特例債の借り入れを行い、2027年3月に再生振替特例債償還終了を予定している。平成26年度までで約52億円分を返済済みである。
政府や北海道庁以外に、東京都が職員派遣により夕張市の再建を支援した。2011年、市長に初当選した鈴木直道は都職員で、夕張派遣を経験したことから市長選出馬を要請された。鈴木は2期8年在職した後、2019年の北海道知事選に出馬して当選した。
また夕張市財政破綻の教訓を研究し、人口減少時代のコミュニティについて考える「夕張学会」が2018年発足している。

## 対外関係

### 姉妹都市･提携都市

#### 海外
- 撫順市（中華人民共和国 遼寧省）
  - 1982年（昭和57年）4月19日 - 友好都市提携。

## 地域
大きく7地域に分けられる。このうち鹿島は山岳地帯を除く大部分が2014年の夕張シューパロダム湛水開始により水没しており、住民がいる地域は6である。
- 本庁地域
  - 富岡
  - 福住
  - 住初
  - 高松
  - 社光
  - 本町1丁目
  - 本町2丁目
  - 本町3丁目
  - 本町4丁目
  - 本町5丁目
  - 本町6丁目
  - 昭和
  - 旭町
  - 末広1丁目
  - 末広2丁目
  - 鹿の谷1丁目
  - 鹿の谷2丁目
  - 鹿の谷3丁目
  - 鹿の谷東丘町
  - 鹿の谷山手町
  - 富野
- 若菜地域
  - 常盤
  - 日吉
  - 若菜
  - 平和
  - 千代田
- 清水沢地域
  - 清水沢1丁目
  - 清水沢2丁目
  - 清水沢3丁目
  - 南清水沢1丁目
  - 南清水沢2丁目
  - 南清水沢3丁目
  - 南清水沢4丁目
  - 清水沢清栄町
  - 清水沢宮前町
  - 清水沢清陵町
  - 清水沢清湖町
- 南部（南大夕張）地域
  - 南部住の江町
  - 南部岳見町
  - 南部幌南町
  - 南部遠幌町
  - 南部夕南町
  - 南部若美町
  - 南部大宮町
  - 南部新光町
  - 南部東町
  - 南部菊水町
  - 南部青葉町
- 鹿島（大夕張）地域
  - 鹿島明石町
  - 鹿島千年町
  - 鹿島錦町
  - 鹿島宝町
  - 鹿島富士見町
  - 鹿島緑町
  - 鹿島栄町
  - 鹿島代々木町
  - 鹿島白金
- 沼ノ沢地域
  - 沼ノ沢
  - 真谷地（上の沢・1区・2区〈興真台〉・3区・市街・4区・5区〈清真台〉・6区〈真栄町〉）
- 紅葉山地域
  - 紅葉山
  - 楓
  - 登川
  - 滝ノ上

### 町名の変遷
明治以来、炭鉱開発や農地開拓の都度各地に地名地番が付けられ、その数は70以上に及んでいたという。夕張町制施行後の1919年、21字を設定し地番を整理。更に1942年（昭和17年）、市制施行を前に地名地番を再編して28字となる。この28字が現在の町名に至っている。
- 1919年（大正8年）-（21字成立[60]）丁未、社光、高松、福住、富岡、住初、旭町、錦ケ岡、東山、本町、鹿ノ谷、新夕張、若菜辺、大夕張、二股、清水沢、沼ノ沢、真谷地、楓、登川、滝ノ上
- 1942年（昭和17年）-（一部地名再編、28字[60]）
  - 錦ケ岡 → 錦（改称）
  - 社光、東山 → 社光（統合）
  - 高松 → 高松、小松
  - 本町 → 本町1〜6丁目、昭和
  - 鹿ノ谷の一部 → 鹿の谷1〜3丁目、本町1〜6丁目、末広1〜2丁目
  - 新夕張 → 末広1〜2丁目
  - 若菜辺 → 若菜、常盤、日吉、平和、千代田
  - 大夕張 → 鹿島、南部
  - 二股 → 富野
  - 楓 → 楓、紅葉山
- 1969年（昭和44年）-（一部地名再編）
  - 鹿島 → 鹿島明石町、鹿島千年町、鹿島錦町、鹿島宝町、鹿島富士見町、鹿島緑町、鹿島栄町、鹿島弥生町、鹿島代々木町、鹿島春日町、鹿島北栄町、鹿島常盤町、鹿島白金
  - 南部 → 南部岳見町、南部幌南町、南部遠幌町、南部夕南町、南部若美町、南部大宮町、南部新光町、南部東町、南部菊水町、南部青葉町、南部北夕町
  - 清水沢の一部 → 清水沢清栄町、清水沢宮前町、清水沢清陵町、清水沢住の江町、清水沢清湖町、南清水沢1〜4丁目、清水沢1〜3丁目
- 1973年（昭和48年） - 鹿ノ谷の一部 → 鹿の谷山手町、鹿の谷東丘町
- 1983年（昭和58年） - 清水沢住の江町 → 南部住の江町（改称）
- 2017年（平成29年）時点、丁未・小松・錦・鹿島弥生町・鹿島春日町・鹿島常盤町・鹿島北栄町・南部北夕町は住居表示廃止。鹿島地区は夕張岳登山口方面と山岳地帯を除く大部分が水没。富岡・福住・高松・南部菊水町は人口0人。住初（2世帯3人）・清水沢清湖町（1世帯3人）・南部青葉町（6世帯13人）・登川（14世帯18人）の人口は極小数となっている。真谷地は市街と6区（真栄町）に住民がおり、他（1区〜5区・上の沢）は人口0人。

### 住宅団地
夕張市はかつて炭鉱で栄えていたため、当時の炭鉱労働者の社宅の多数が市営住宅に引き継がれている。そのため、市街には多くの市営住宅（団地）が存在する。2022年時点で道営団地を合わせ約3,000戸が存在する。

#### 本庁地区
- 公営住宅 （末広1丁目）
- 改良住宅 恵（末広2丁目）
- 改良住宅 翔（末広2丁目）
- 改良住宅 栄（本町1丁目）
- 改良住宅 （本町6丁目）
- 公営住宅 社光（社光）
- 改良住宅 曙（鹿の谷3丁目）
- 道営住宅 鹿の谷 望（鹿の谷3丁目）

#### 若菜地区
- 公営住宅 千代田（千代田）
- 公営住宅 誉（常盤）
- 改良住宅 和（平和）
- 公営住宅 K61（平和）
- 公営住宅 夢（平和）
- 公営住宅 若菜（若菜）
- 賃貸住宅 若菜（若菜）

#### 清水沢地区
- 改良住宅 宮前泉（清水沢宮前町）
- 賃貸住宅 憩（清水沢宮前町）
- 道営住宅 宮前 光（清水沢宮前町）
- 賃貸住宅 清栄（清水沢清栄町）
- 公営住宅 歩（南清水沢1丁目）
- 道営住宅 南清水沢 歩（南清水沢1丁目）
- 公営住宅 南清水沢3（南清水沢3丁目）
- 道営住宅 南清水沢 実（南清水沢3丁目）
- 公営住宅 萌（南清水沢4丁目）
- 公営住宅 南清水沢4（南清水沢4丁目）
- 改良住宅 清陵（清水沢清陵町）
- 賃貸住宅 清陵（清水沢清陵町）

#### 南部地区
- 改良住宅 岳見（南部岳見町）
- 改良住宅 夕南（南部夕南町）

#### 沼ノ沢地区
- 公営住宅 沼ノ沢（沼ノ沢）
- 賃貸住宅 沼ノ沢新光町（沼ノ沢）
- 改良住宅 真谷地（真谷地）

#### 紅葉山地区
- 公営住宅 紅葉山橋見（紅葉山）
- 公営住宅 紅葉山（紅葉山）
- 改良住宅 初ヶ台（紅葉山）
- 改良住宅 楓・登川（楓）

### 人口
人口は市域の西側、紅葉山地区から夕張地区まで、谷間を縫うように敷設されたJR北海道石勝線夕張支線跡に沿って集中している。石勝線夕張支線は、かつて運炭路線として栄えたものの、2015年頃には輸送密度は100（人/km/日）を割り込む状態に転落しており、2019年4月1日に廃線となった。なお、市役所は過去に夕張炭鉱があった谷合いの集落の最北部（夕張駅跡付近）に所在している。
人口のピークは、1961年（昭和36年）4月末の116,908人。
2015年国勢調査によると夕張市の人口は8,845人で歌志内市に次いで人口の少ない市となっている。また2010年から2015年にかけての人口減少率は19.01%減であり、減少率は全国で6位（東日本大震災で被災地となった自治体を除く）、市の中では最悪である。炭鉱閉鎖後に主要な産業が育っていないことや財政破綻、著しい高齢化による自然減少などがあり、北海道の空き家率ランキングで1位にランクされる。
2013年9月末に人口が1万人を割り込んだ。人口1万人以下の市は、歌志内市、三笠市に次いで3例目となる。また、人口密度は日本の市で最も低く、唯一10人/km²を下回っている。
2017年5月末、65歳以上人口の比率が50%を越え、日本の市としては初の限界自治体となった。
| |                                        |  |
| 夕張市と全国の年齢別人口分布（2005年） | 夕張市の年齢・男女別人口分布（2005年） |  |
| ■紫色 ― 夕張市 ■緑色 ― 日本全国 | ■青色 ― 男性 ■赤色 ― 女性              |  |
| 夕張市（に相当する地域）の人口の推移 \| 1970年（昭和45年） \| 69,871人 \| \| \| 1975年（昭和50年） \| 50,131人 \| \| \| 1980年（昭和55年） \| 41,715人 \| \| \| 1985年（昭和60年） \| 31,665人 \| \| \| 1990年（平成2年） \| 20,969人 \| \| \| 1995年（平成7年） \| 17,116人 \| \| \| 2000年（平成12年） \| 14,791人 \| \| \| 2005年（平成17年） \| 13,001人 \| \| \| 2010年（平成22年） \| 10,925人 \| \| \| 2015年（平成27年） \| 8,843人 \| \| \| 2020年（令和2年） \| 7,334人 \| \| |                                        |  |
| 総務省統計局 国勢調査より |                                        |  |
| 1970年（昭和45年） | 69,871人                               |  |
| 1975年（昭和50年） | 50,131人                               |  |
| 1980年（昭和55年） | 41,715人                               |  |
| 1985年（昭和60年） | 31,665人                               |  |
| 1990年（平成2年） | 20,969人                               |  |
| 1995年（平成7年） | 17,116人                               |  |
| 2000年（平成12年） | 14,791人                               |  |
| 2005年（平成17年） | 13,001人                               |  |
| 2010年（平成22年） | 10,925人                               |  |
| 2015年（平成27年） | 8,843人                                |  |
| 2020年（令和2年） | 7,334人                                |  |

#### 各地区の人口・世帯数
2022年3月時点の各地区の人口と世帯数。
増減率は、5年前の2017年3月時点と10年前の2012年3月時点との比較。
| 地区   | 地区     | 人口    | 人口    | 人口    | 人口        | 人口        | 世帯      | 世帯        | 世帯        |
| 地区名 | 小地区名 | 男性    | 女性    | 人口 計 | 増減(’17年) | 増減(’12年) | 世帯数    | 増減(’17年) | 増減(’12年) |
| ------ | -------- | ------- | ------- | ------- | ----------- | ----------- | --------- | ----------- | ----------- |
| 本庁   | 本町     | 107人   | 111人   | 218人   | －29.22%    | －38.06%    | 141世帯   | －25.78%    | －33.80%    |
| 本庁   | 末広     | 195人   | 268人   | 463人   | －21.92%    | －33.95%    | 295世帯   | －20.91%    | －28.22%    |
| 本庁   | 鹿の谷   | 213人   | 215人   | 428人   | －18.63%    | －30.85%    | 242世帯   | －16.26%    | －27.76%    |
| 本庁   | その他   | 99人    | 103人   | 202人   | －21.09%    | －33.33%    | 100世帯   | －21.87%    | －31.50%    |
| 若菜   | 若菜     | 396人   | 459人   | 855人   | －18.80%    | －36.57%    | 570世帯   | －12.30%    | －26.82%    |
| 清水沢 | 清水沢   | 156人   | 171人   | 327人   | －15.93%    | －26.51%    | 182世帯   | －14.55%    | －25.10%    |
| 清水沢 | 南清水沢 | 570人   | 704人   | 1,274人 | －14.78%    | －14.78%    | 798世帯   | －13.72%    | －9.93%     |
| 清水沢 | その他   | 450人   | 525人   | 975人   | －26.58%    | －48.63%    | 584世帯   | －25.12%    | －45.77%    |
| 南部   | 南部     | 153人   | 173人   | 326人   | －22.38%    | －45.39%    | 194世帯   | －17.79%    | －39.18%    |
| 鹿島   | 鹿島     | 0人     | 0人     | 0人     | ±0%         | －100%      | 0世帯     | ±0%         | －100%      |
| 沼ノ沢 | 沼ノ沢   | 356人   | 433人   | 789人   | －19.81%    | －33.80%    | 415世帯   | －21.25%    | －28.69%    |
| 紅葉山 | 紅葉山   | 543人   | 559人   | 1,102人 | －14.96%    | －27.5%     | 638世帯   | －11.75%    | －19.94%    |
| 合計   | 合計     | 3,238人 | 3,721人 | 6,959人 | －19.53%    | －33.54%    | 4,159世帯 | －17.38%    | －28.15%    |

### 消滅集落
2015年国勢調査によれば、以下の集落は調査時点で人口0人の消滅集落となっている
- 夕張市 - 丁未、清水沢、楓、紅葉山、鹿島、鹿島明石町、鹿島千年町、鹿島錦町、鹿島宝町、鹿島富士見町、鹿島緑町、鹿島栄町、鹿島常盤町、鹿島代々木町、鹿島北栄町、鹿島白金、南部菊水町、高松、富岡、福住

## 国家機関

### 官公庁
- 法務省
  - 検察庁札幌地方検察庁岩見沢支部
    - 夕張区検察庁
- 厚生労働省
  - 北海道労働局
    - 千歳公共職業安定所夕張出張所（ハローワーク夕張）
- 林野庁
  - 北海道森林管理局空知森林管理署
    - 夕張合同森林事務所
    - 奥主夕張森林事務所

### 裁判所
- 札幌地方裁判所岩見沢支部
  - 夕張簡易裁判所
- 札幌家庭裁判所
  - 夕張出張所

## 公共機関

### 警察
- 栗山警察署（本署は栗山町）
  - 夕張警察庁舎[73]（旧夕張警察署）
  - 清水沢交番、若菜交番
  - 南部駐在所、沼ノ沢駐在所、紅葉山駐在所

### 消防
夕張市消防本部
- 夕張市消防署

### 医療
主な病院
- 夕張市立診療所（旧・夕張市立総合病院）
  - 財政難に伴い、2007年（平成19年）4月1日に公設民営化。医療法人財団夕張希望の杜（理事長：村上智彦）が指定管理者となる（同指定管理者の下で「夕張医療センター」に改称）。
  - 2017年（平成29年）に指定管理者が医療法人社団 豊生会に変更され、同指定管理者の下で名称を「医療法人社団豊生会 夕張市立診療所」とした。

### 福祉
- 養護老人ホーム夕張みどりの園（旧・夕張市養護老人ホーム）
  - 市内で唯一の老人ホーム。2008年（平成20年）10月1日に市から社会福祉法人いちはつの会に移管された。夕張市の高齢者の割合は他の市町村に比べて高く、老人ホームの廃止には疑問の声が上がっていた。なお市内には、特別養護老人ホームが別に存在する。

### ライフライン
発電所
- 北海道企業局 滝の上発電所

## 公共施設
主要施設のみ掲載。
交流施設
- 夕張市拠点複合施設「りすた」（りすた図書館を併設）

文化施設
- 夕張市石炭博物館
- 夕張市美術館

主な運動施設
- ゆうばり文化スポーツセンター
- 夕張市民健康会館
- 夕張市平和運動公園：野球場、サッカー場
- 夕張市営球場・鹿の谷球場、緑ヶ丘球場
- ゆうばりテニスコート

## 経済
かつては石炭の採掘が主要産業だった。現在はメロン栽培（夕張メロン）を中心とした農業と、精密機械や食品加工業、石炭の歴史や映画などをテーマにした観光産業からなるが、観光産業は市に巨額の負担を強いており、その上市財政の悪化が表面化。人口減少や著しい高齢化（2014年の時点で、65歳以上比率が市としては全国最高の46％）も相まって企業の進出が進まず、先行きは極めて厳しい。また農業では夕張メロンの名こそ全国的に知られているものの、元々炭鉱都市として成立・発展してきた経緯や、地理的な条件もあり農村部が少なく、全人口に占める農業就業者数の割合も近隣の栗山町や由仁町に比べてかなり低い。農家はかつて炭鉱の坑口がなかった沼ノ沢・富野・滝ノ上・紅葉山に多く、ある程度の定住傾向が見られるものの、高齢化も進行しており、市全体の人口激減に比例して農業就業者も大きく減少している。

### 第一次産業

#### 農業
- メロン栽培
  - 夕張メロン

#### 農協
- 夕張市農業協同組合（JA夕張市）

### 第二次産業

#### 工業
- 石狩炭田 - 近隣自治体では、現在も稼動中の露天掘りの炭鉱がある。
- 精密機械工業
- 食品加工工業

### 第三次産業

#### 観光業
- メロン熊 - ゆるキャラではあるが、怖い顔つきの怪キャラクター[78]。グッズが販売されているほか、着ぐるみが市内外の物産・観光イベントなどに登場する[78][79]。

### 金融機関
- 北海道信用金庫夕張中央支店（旧・北海信用金庫）
- 北洋銀行夕張支店（夕張市役所に併設）

※空知商工信用組合および空知信用金庫は夕張市を営業エリアに含めているものの、支店は未進出。北海道労働金庫夕張出張所は岩見沢支店内に移転。

### 夕張市に拠点を置く主な企業
- 株式会社サングリン太陽園
- 株式会社夕張フローリング製作所
- シチズン時計マニュファクチャリング株式会社夕張工場（旧シチズン夕張株式会社）
- 石田鉄工株式会社
- 夕張酒造株式会社
- 花畑牧場 夕張 直営ショップ
- 株式会社夕張ツムラ

## 情報・通信

### マスメディア

#### 新聞社
- 北海道新聞夕張支局

### 中継局
- 夕張中継局

## 郵便・物流

### 郵便
郵便局
- 夕張郵便局（集配局）：市内中心部・鹿ノ谷・若菜・富野地区
- 清水沢郵便局（集配局）：清水沢・南部地区
- 紅葉山郵便局（集配局）：紅葉山・沼ノ沢・登川地区
- 鹿ノ谷郵便局
- 夕張南清水沢郵便局
- 沼ノ沢郵便局

- 夕張清陵郵便局
- 登川郵便局
- 遠幌郵便局
- 夕張本町郵便局
- 南大夕張郵便局

簡易郵便局
- 石狩滝ノ上簡易郵便局

※以下は休廃局
- 大夕張郵便局（1998年・ダム建設により清水沢局へ引き継ぎ）
- 若菜郵便局

### 物流
- ヤマト運輸：千歳主管支店夕張センター
- 佐川急便：岩見沢営業所（岩見沢市）
- 日本通運：岩見沢支店（岩見沢市）

## 教育

### 高等学校
道立
- 北海道夕張高等学校（空知南学区）

### 中学校
市立
- 夕張市立夕張中学校

### 小学校
市立
- 夕張市立ゆうばり小学校

### 特別支援学校
道立
- 北海道夕張高等養護学校

小中高は全て公立学校である。市の再建計画に基づき、2008年（平成20年）4月に小・中学校各1校（幌南小学校・幌南中学校）が閉校となった。2010年（平成22年）4月に中学校2校（千代田中学校・緑陽中学校）が閉校された清水沢中学校の跡地に、新たに夕張市立夕張中学校を新設し1校になった。
2011年（平成23年）4月に、残った小学校6校（清水沢、滝ノ上、のぞみ、緑、夕張、若菜中央の各小学校）を1校に統廃合し、清水沢小学校の校舎を整備して「ゆうばり小学校」となる。夕張市教育委員会では統廃合後の児童の人間関係を良好にスタートさせるため、日高町にある国立日高青少年自然の家の支援を得て、2010年12月に低・中・高の学年団ごと清水沢小学校に児童を集め、市内全児童に対し人間関係づくりトレーニングの指導を行った。

北海道夕張高等学校を存続するために、「高校魅力化プロジェクト」を開始。2018年4月に公設塾「夕張学舎キセキノ」を開設。
今後は、夕張市立北海道夕張小・中・高等学校と改め夕張市立の小中学校と道立の高等学校を1つにする方針。

### 閉校となった学校

#### 高等学校
- 北海道夕張真谷地高等学校（1967年閉校）
- 北海道夕張登川高等学校（1971年閉校）
- 北海道夕張東高等学校（旧：北海道夕張鹿島高等学校、1983年閉校）
- 北海道夕張南高等学校（1992年・夕張高へ統合）
- 北海道夕張北高等学校（同上、1994年閉校）
- 北海道夕張緑ヶ丘実業高等学校（旧：北海道夕張工業高等学校、2003年閉校）

#### 中学校
- 夕張市立若菜中学校（1949年11月・若鹿中を新設統合）
- 夕張市立鹿ノ谷中学校（同上）
- 夕張市立真谷地中学校（1952年・向陽中を新設統合）
- 夕張市立沼の沢中学校（同上）
- 夕張市立北陵中学校（1979年・東山中へ統合）

- 夕張市立夕張第一中学校（1983年・夕張中〈旧〉を新設統合）
- 夕張市立東山中学校（同上）
- 夕張市立登川中学校（1987年・緑陽中を新設統合）
- 夕張市立向陽中学校（同上）
- 夕張市立鹿島中学校（1996年閉校）

- 夕張市立夕張中学校〈旧〉（2005年閉校）
- 夕張市立幌南中学校（2008年・清水沢中へ統合）
- 夕張市立緑陽中学校（2010年・夕張中〈新〉へ統合）
- 夕張市立清水沢中学校（同上）
- 夕張市立千代田中学校（同上）

#### 小学校
- 夕張市立真谷地小学校（1975年・真谷地西小へ統合）
- 夕張市立夕張第二小学校（1975年・旭小を新設統合）[注釈 2]
- 夕張市立丁末小学校（同上）
- 夕張市立福住小学校（同上）
- 夕張市立鹿島東小学校（1978年・鹿島小へ統合）
- 夕張市立鹿島小学校奥鹿島分校（1980年・同上）
- 夕張市立夕張第一小学校（1983年・夕張小を新設統合）
- 夕張市立旭小学校（同上）
- 夕張市立若菜小学校（1983年・若菜中央小を新設統合）
- 夕張市立若菜東小学校（同上）

- 夕張市立沼ノ沢小学校（1985年・緑小を新設統合）
- 夕張市立真谷地西小学校（同上）
- 夕張市立紅葉山小学校（1986年・のぞみ小を新設統合）
- 夕張市立登川小学校（同上）[注釈 3]
- 夕張市立楓小学校（同上）
- 夕張市立清水沢小学校〈旧〉（1989年・清水沢小〈新〉へ統合）
- 夕張市立清陵小学校（同上）
- 夕張市立南部小学校（1990年・幌南小を新設統合）
- 夕張市立遠幌小学校（同上）
- 夕張市立鹿の谷小学校（1997年閉校）

- 夕張市立鹿島小学校（1998年・幌南小へ統合）
- 夕張市立富野小学校（2001年・若菜中央小へ統合）
- 夕張市立幌南小学校（2008年・清水沢小へ統合）
- 夕張市立清水沢小学校〈新〉（2011年・ゆうばり小を新設統合）
- 夕張市立夕張小学校（同上）
- 夕張市立滝の上小学校（同上）
- 夕張市立若菜中央小学校（同上）
- 夕張市立緑小学校（同上）
- 夕張市立のぞみ小学校（同上）

### 未就学児施設
全ての施設は社会福祉法人夕張体育協会が運営している。
認可保育園
- 新夕張保育園
- 沼ノ沢保育園

認定こども園
- ゆうばり丘の上こども園

## 交通

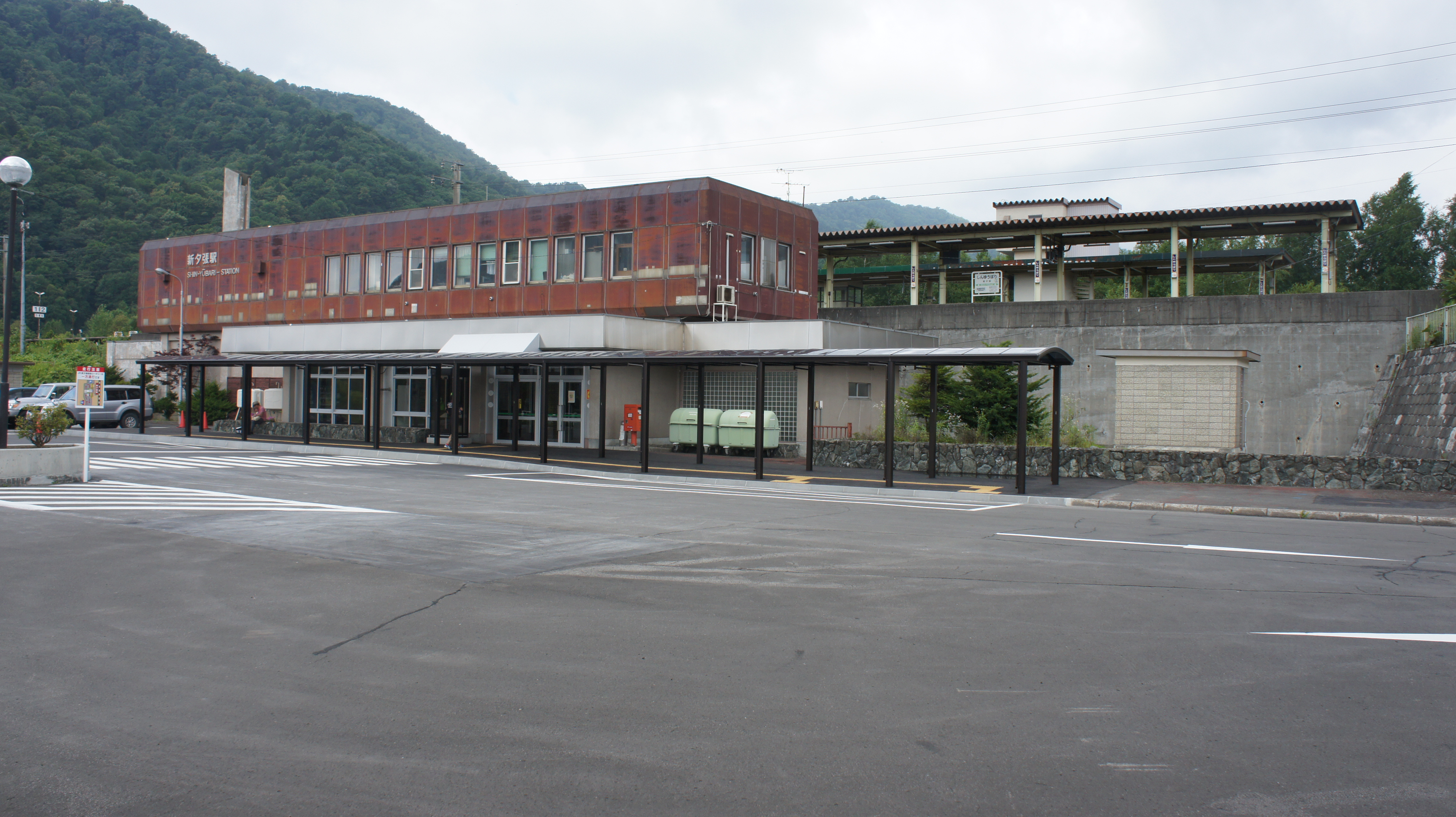
新夕張駅（2017年7月）

### 鉄道
JTB時刻表では旧・夕張駅に隣接する「レースイリゾート前」バス停を市の中心駅としている。
北海道旅客鉄道（JR北海道）
- 石勝線
  - 新夕張駅

#### 廃止された鉄道路線
北海道炭礦汽船
- 夕張鉄道線（1975年3月20日廃止）： 錦沢駅 - 平和駅 - 礦業所前駅 - 夕製前駅 - 若菜駅 - 営林署前駅 - 鹿ノ谷駅 - 末広駅 - 夕張本町駅

日本国有鉄道（国鉄）
- 夕張線登川支線（1981年7月1日廃止）：紅葉山駅 - 楓駅 - 登川駅

三菱石炭鉱業
- 三菱大夕張鉄道線（1987年7月22日廃止）： 清水沢駅 - 新清水沢駅 - 遠幌駅 - 南大夕張駅 - シューパロ湖駅 - 農場前駅 - 明石町駅 - 千年町駅 - 大夕張駅 - 大夕張炭山駅

北海道旅客鉄道（JR北海道）
- 石勝線夕張支線（2019年4月1日廃止）：新夕張駅 - 沼ノ沢駅 - 南清水沢駅 - 清水沢駅 - 鹿ノ谷駅 - 夕張駅

### バス
- 夕張鉄道（夕鉄バス） - 夕張市内線

経営再建のため路線廃止を検討するJR北海道に対して、夕張市は2016年、地元自治体側から鉄道廃線とバス転換による公共交通機関の改革策を提案。JRと北海道庁から協力を取り付けた。こうした取り組みが「夕張方式」と呼ばれることがある。

### タクシー
- 夕張第一交通 夕張市若菜2番地
- 丸北ハイヤー 夕張市清水沢3丁目30番地

### 道路

#### 高速道路
- E38道東自動車道夕張IC

#### 国道
- 国道274号
- 国道452号

#### 道道
主要地方道
- 北海道道3号札幌夕張線
- 北海道道38号夕張岩見沢線
- 北海道道136号夕張新得線

一般道道
- 北海道道750号真谷地沼の沢停車場線
- 北海道道1008号夕張長沼線
- 北海道道1065号夕張厚真線

#### 道の駅
- 道の駅夕張メロード

## 観光

### 文化財

#### 登録有形文化財
- 旧北炭夕張炭鉱専用鉄道高松跨線橋
- 旧北炭夕張炭鉱天龍坑人車斜坑坑口
- 旧北炭夕張炭鉱天龍坑資材斜坑坑口
- 旧北炭夕張炭鉱模擬坑道
- 旧北炭夕張炭鉱高松ズリ捨線拱線
- 旧北炭夕張炭鉱高松ズリ捨線スキップ隧道
- 旧北炭夕張炭鉱高松ズリ捨線ベルト隧道西坑門
- 夕張鹿鳴館（旧北炭鹿ノ谷倶楽部）（休館中）

#### 天然記念物
- 夕張岳の高山植物群落および蛇紋岩メランジュ帯

#### 近代化産業遺産群（経済産業省）
- 三菱石炭鉱業大夕張鉄道線南大夕張駅跡
  - 三菱石炭鉱業大夕張鉄道スハニ1形式スハニ6形客車
  - 三菱石炭鉱業大夕張鉄道オハ1形式オハ1形客車
  - 三菱石炭鉱業大夕張鉄道ナハフ1形式ナハフ1形客車
  - 三菱石炭鉱業大夕張鉄道セキ1形式セキ1形貨車
  - 三菱石炭鉱業大夕張鉄道セキ1000形式セキ2形貨車
  - 三菱石炭鉱業大夕張鉄道キ100形式キ1形貨車
- 北炭鹿の谷倶楽部
- 北炭楓発電所

#### 遺跡
- 夕張市十三哩遺跡：国道452号線沿いのJR十三里駅の北西約200m程に位置する。
- 夕張市滝の上4遺跡：国道452号線沿いのJR滝の上から東へ約700m程に位置する。

#### その他
- 夕張の石炭大露頭 - 北海道指定天然記念物、日本の地質百選
- 夕張市指定文化財5件 - 夕張神社蔵など

### 名所･旧跡
観光施設等は全て市からの指定管理者（加森観光などが指定された）に運営を委任した。夕張市石炭博物館は、2015年（平成27年）に加森観光から返上され、夕張市教育委員会が直営で運営している。
- 石炭の歴史村（閉園）
- 夕張市石炭博物館
- 幸福の黄色いハンカチ想い出ひろば
- 夕張キネマ街道
- シューパロ湖
- 夕張岳
- 滝の上公園

### 観光スポット

#### 温泉
- 天然温泉「夫婦善哉」（ゆうばりホテルシューパロ宿泊者専用。本町2丁目）

## 文化・名物

### 祭事・催事
- ゆうばり国際ファンタスティック映画祭
- FIVE PENNEIES 夕張のライブ喫茶

### 名産・特産
- 夕張メロン
- ぱんじゅう

### 芸術
夕張市美術館
- 1979年（昭和54年）に夕張市役所別館内に郷土美術館として開館[83]。北海道内の市町村立美術館としては網走市立美術館に次いで2番目に開館した[83]。市民ギャラリーなどを備えた独立した施設を求める声が多くなったことから、1988年、旭町4-3の元ボウリング場の建物（1970年に建設。鉄骨・鉄筋コンクリート造り地上1階、地下1階）を市が買収の上改修し、同建物に移転した。彫刻家佐藤忠良、版画家斎藤清、炭鉱画家畠山哲雄・山本作兵衛の作品や書・写真など約800点を収蔵。夕張・撫順市友好記念館併設。11月から4月まで冬期休館。
- 市の財政破綻により、2007年4月から加森観光子会社の夕張リゾートが指定管理者となり運営。
- 2012年2月22日夜から23日未明にかけての間に積雪の重みで建物が倒壊[84][85]。屋根・壁が大きく崩れたが、地下収蔵庫は無事で、収蔵品には被害がなかった[84][85]。以後は休館となり、2012年4月、建物は解体され、更地となった。市には代替の施設を用意する余裕がなく、2012年7月31日、常設展示施設としての美術館については廃止する方針が示された[86]。2013年8月、指定管理者の加森観光・夕張リゾートから損害額約8,500万円の弁済を2013年度中に受けることが決まったことを受け、同年9月、市議会本会議にて美術館設置条例の廃止可決。美術館・友好記念館とも廃館となった。2013年3月、市民ギャラリーについては清水沢地区公民館を代替施設に充てることになったが、収蔵美術品等を展示する施設は確保できず、全て他の公共施設に移され、元館員・学芸員らの手により保管されている。2014年7月から9月、北海道ニセコ町の有島記念館において特別展「夕張市美術館コレクション展-炭都・夕張の美術遺産」が開催され、再び所蔵品が公開された。夕張市内では学校などの公共施設で数点の所蔵品が公開されているものの、美術館に代わる展示施設がなく、新施設の建設も極めて困難なため、市内での美術館活動再開については未定。

### スポーツ

#### 相撲
- 盛んに行われていた相撲では、1988年（昭和63年）中体連で幌南中学校が全国大会に出場。
- 同時期に高校総体（インターハイ）においても、夕張南高校が全国大会に出場。

## 出身・関連著名人

### 出身著名人

#### 政治・経済・社会
- 横路節雄（元衆議院議員）
- 寺前巌（元衆議院議員）
- 中沢健次（元衆議院議員）
- 竹田現照（元参議院議員）
- 後藤健二（元夕張市長）
- 中田鉄治（元夕張市長）
- 藤倉肇（元夕張市長）
- 厚谷司（夕張市長）
- 高秀秀信（元横浜市長、元建設事務次官、元水資源開発公団総裁）
- 久保赳（初代建設省下水道部長、元日本下水道事業団理事長、元日本下水道協会理事長）
- 鈴木英一（元国土交通省北海道開発局長、元北海道大学特任教授、伊藤組土建副社長）
- 霜鳥秋則（元文化庁文化部長、公立大学法人秋田公立美術大学理事長兼学長）
- 秋元克広（札幌市長）
- 島田俊平（元石屋製菓社長、元北洋銀行常務）
- 中道昌喜（実業家）
- 引間博愛（労働運動家）
- 穂坂雅之（楽天グループ副会長、楽天カード社長、楽天銀行会長）

#### 学術・文芸
- 石橋智信（宗教学者）
- 有江幹男（北海道大学・北海道工業大学元学長）
- 萩原生長（英語版）（神経科学者・元UCLA教授）
- 小杉泰（イスラーム学者）
- 加藤博文（考古学者、北海道大学アイヌ・先住民研究センター教授）
- 佐々木譲（作家）
- 柄刀一（作家）
- 竹田淳照（文学者）
- 丹野義昭（音楽家）
- 堀田あきお（漫画家）
- 福崎睦美（元女流棋士）
- 渡邊晃一（美術家、福島大学教授）

#### 芸能
- 坊屋三郎（喜劇俳優）
- 芝利英（ヴォードヴィリアン・俳優、元あきれたぼういず）
- 本間文子（女優）
- 不忍鏡子（女優）
- 三戸部スエ（女優）
- 伊吹聰太朗（俳優、殺陣師）
- 垂木勉（俳優、ナレーター）
- 間瀬翔太（俳優）
- 平瀬りえ（女優）
- 石黒千尋（声優）
- ザ・リリーズ（歌手）
- 水橋孝（ジャズ・ベース奏者）
- 千田裕之（シンガーソングライター・音楽プロデューサー）
- 大橋純子（歌手）
- 平田裕香（女優・声優・タレント・グラビアアイドル）

#### スポーツ
- 朝登俊光（元大相撲力士、朝日山部屋所属）
- 騏ノ嵐和敏（元大相撲力士、旧押尾川部屋所属）
- 大雪嶺登（元大相撲力士、宮城野部屋所属）
- 若吉葉重幸（元大相撲力士、宮城野部屋所属）
- 三沢光晴（プロレスラー）
- 岳たかはし（プロボクサー）
- 浅利正勝（元スキージャンプ選手、監督）
- 石川晃（元プロ野球選手、千葉ロッテマリーンズ球団副代表）
- 高泉秀輝（元プロ野球選手）
- 加藤和宏（JRA元騎手、現調教師）
- 中村テル（登山家）

### ゆかりの人物
- 五十嵐亮太（プロ野球選手、父親が夕張市出身）
- 大沢逸美（女優・歌手、母親が夕張市出身）
- 今野勉（演出家）
- 佐藤忠良（彫刻家）
- 鈴木直道（前夕張市長、北海道知事）
- 横路孝弘（元北海道知事・衆議院議長、横路節雄の長男）
- スガシカオ（ミュージシャン、父親が夕張市出身）

### 名誉市民
- 橘内末吉
- 石川十四夫
- 中田鉄治
- 中沢健次

## 夕張市が舞台として登場する作品

### 映画
- 幸福の黄色いハンカチ
- 仮面ライダーBLACK 恐怖！悪魔峠の怪人館[注釈 4]

### ドラマ
- おふくろ先生の診療日記（2008年、毎日放送・TBS系[注釈 5]）

### アニメ
- 無敵王トライゼノン

## テレビ番組
- 日経スペシャル ガイアの夜明け 故郷よ、生き残れ…～地方改革　自立への苦闘～（2006年9月5日、テレビ東京）[87]。- 財政破たんを取材。